# Sam Alvey
Sam Alvey (født 6. maj 1986 i Waterford, Wisconsin, USA), er en amerikansk MMA-udøver som siden 2014 har kæmpet i organisationen Ultimate Fighting Championship. Han har været professionel MMA-kæmper siden 2008 og har konkurreret i Bellator, King of the Cage, MFC og var deltager i The Ultimate Fighter: Team Carwin vs. Team Nelson.
I UFC har han besejret bemærkelsesværdige navne som Nate Marquardt, Rashad Evans og Gian Villante.